# Deutsch-tschadische Beziehungen
Die Deutsch-tschadischen Beziehungen sind das zwischenstaatliche Verhältnis zwischen Deutschland und dem Tschad. Kontakte zwischen den beiden Gesellschaften lassen sich auf die Forschungsreisen deutscher Abenteurer im 19. Jahrhundert zurückverfolgen. Später gehörten einige Gebiete des heutigen Tschad für kurze Zeit zum deutschen Kolonialreich. Diplomatische Beziehungen zwischen der Bundesrepublik Deutschland und dem Tschad wurden 1960 aufgenommen.

## Geschichte
Im Jahr 1800 erreichte der deutsche Forschungsreisende Friedrich Konrad Hornemann den heutigen Tschad und erforschte im Auftrag der britischen African Association diese damals für Europäer kaum bekannte Region. Ein halbes Jahrhundert später erreichten Heinrich Barth und Adolf Overweg den Tschadsee. Weitere Expeditionen folgten, bei denen der deutsche Astronom und Afrikaforscher Eduard Vogel 1856 bei Wara ums Leben kam, möglicherweise auf Befehl des Sultans von Wadai. Das ungeklärte Schicksal von Vogel erregte in seiner Heimat große Aufmerksamkeit. Der Geograph August Petermann rief sogar eine Stiftung ins Leben, welches sein Verschwinden klären sollte. Hilfsexpeditionen zu seiner Rettung durch Richard Freiherr von Neimans, Charles Cuny, Karl Moritz von Beurmann und Theodor von Heuglin wurden entsendet, endeten jedoch ohne Ergebnis. Auch von Beurmann kam auf der Suche nach Vogel in Mao am Tschadsee ums Leben, mutmaßlich wurde er ebenfalls im Auftrag des Sultans von Wadai ermordet. Erst Gustav Nachtigal klärte schließlich das tragische Schicksal von Beurmann und Vogel auf, als er 1872 den östlichen Tschad bereist.
1901 führte der Kommandeur der Schutztruppe in Kamerun, Curt von Pavel, einen Feldzug in Nordkamerun durch, der ihn bis zum Tschadseebecken in französische Einflussgebiete brachte. Mit einem Erlass des Direktors der Kolonialabteilung des Auswärtigen Amtes, Oscar Wilhelm Stübel, wurden die Deutschen Tschadseeländer 1903 eine Residentur der deutschen Kolonie Kamerun, welche unter indirekter deutscher Herrschaft standen, mit lokalen Herrschern als Vasallen. Die Niger-Benue-Tschadsee-Expedition erforschte zwischen 1902 und 1903 die Gebiete, um ihre wirtschaftliche Nutzbarkeit für das Deutsche Reich zu bestimmen. Durch den Marokko-Kongo-Vertrag trat Frankreich 1911 Neukamerun (das Gebiet um die Stadt Léré umfasste) an das deutsche Kamerun ab und erhielt im Gegenzug den Entenschnabel. Während des Ersten Weltkriegs fielen alle deutschen Gebiete im Tschad schließlich an Frankreich, was später durch den Friedensvertrag von Versailles bestätigt wurde. Während des Zweiten Weltkriegs prüften deutsche Kräfte in Afrika 1942 mit dem Unternehmen Dora einen Vorstoß zum Tschadsee, um die alliierten Nachschubwege durch die Sahara zu unterbrechen, was sich allerdings als nicht durchführbar erwies. Im selben Jahr bombardierten deutsche Flieger auch den Flughafen von Fort-Lamy.
Nach der Unabhängigkeit des Tschads wurden 1960 diplomatische Beziehungen mit der Bundesrepublik Deutschland aufgenommen und zwei Jahre später wurde eine deutsche Botschaft in N’Djamena errichtet. 1971 nahm der Tschad auch Beziehungen mit der DDR auf. Im April 1974 kam es schließlich zu einem schwerwiegenden Vorfall, als der deutsche Arzt Christoph Staewen von Rebellen unter dem Kommando von Hissène Habré als Geisel genommen wurde. Als Bedingung für seine Freilassung durften die Rebellen auf dem Auslandssender Deutsche Welle zum Sturz der tschadischen Regierung aufrufen. Als Reaktion darauf brach der Tschad die diplomatischen Beziehungen zur Bundesrepublik ab und ließ alle Deutschen im Land ausweisen. Staewen kam schließlich gegen ein Lösegeld von 2,2 Millionen DM frei und Habré kam später im Tschad an die Macht. Die diplomatischen Beziehungen zwischen der BRD und dem Tschad wurden schließlich im November 1974 wieder aufgenommen und die deutsche Botschaft im Land 1976 wieder eröffnet.
Im Oktober 2016 besuchte der tschadische Präsident Idriss Déby erstmals Deutschland. Unter seinem Nachfolger und Sohn Mahamat Déby wurden versprochene demokratische Wahlen nicht durchgeführt, was zu Kritik vonseiten des deutschen Botschafters Gordon Kricke führte. In Reaktion darauf verwies die tschadische Regierung Kricke im April 2023 wegen „unhöflichen Verhaltens“ des Landes. Daraufhin forderte das Auswärtige Amt Mariam Ali Moussa, die tschadischer Botschafterin in Berlin, auf, das Land innerhalb von 48 Stunden zu verlassen. Nach der Abhaltung von Wahlen (die Mahamat Déby gewann) wurde schließlich wieder ein deutscher Botschafter eingesetzt. Im Dezember 2024 besuchte die deutsche Entwicklungsministerin Svenja Schulze den Tschad, wobei es um die Versorgung von Vertriebenen des Krieg im Sudan ging, die in das Nachbarland geflohen waren. Nach Putschen in Mali, Burkina Faso und Niger war das tschadische Regime zum letzten Verbündeten des Westens in der Region geworden.

## Wirtschaftsbeziehungen
Der gegenseitige Warenhandel ist von geringer Intensität und nur wenige deutsche Unternehmen sind im Tschad aktiv. 2024 lagen die deutschen Warenexporte in den Tschad bei 23,9 Millionen Euro und die Importe aus dem Land bei 951 Millionen Euro, davon größtenteils Rohstoffe. In der Rangliste der deutschen Handelspartner nahm der Tschad damit Rang 91 ein.

## Entwicklungshilfe
Die Deutsche Gesellschaft für Internationale Zusammenarbeit (GIZ) und ihrer Vorgängerorganisationen sind seit 1970 im Tschad aktiv und 2024 war die GIZ mit knapp 200 Mitarbeitern im Tschad präsent. 2011/2012 wurde die bilaterale Entwicklungszusammenarbeit von Deutschland eingestellt. Es werden jedoch weiterhin Projekte im Tschad finanziert. Dabei wird bevorzugt mit Behörden, Kommunen, Organisationen der Zivilgesellschaft und internationalen Organisationen zusammengearbeitet und die Zentralregierung umgangen, die als korrupt gilt und der Menschenrechtsverletzungen vorgeworfen werden. Ein Schwerpunkt deutscher Entwicklungshilfe im Land ist die Verbesserung der Lebensverhältnisse und die Versorgung von Flüchtlingen.